# 懷俄明縣 (賓夕法尼亞州)
懷俄明縣（英語：Wyoming County）是美国宾夕法尼亚州東北部的一個縣，面積1,048平方公里。根據2020年美國人口普查，共有人口26,069人。縣治唐克汉诺克。該縣成立於1842年4月4日，縣名來自德拉瓦語，意思是「寬廣的平原」。